# Waliszew Dworski
Waliszew Dworski (pronunciación en polaco: /vaˈliʂɛv ˈdvɔrskʲi/) es un pueblo ubicado en el distrito administrativo de Gmina Bielawy, dentro del condado de Łowicz, Voivodato de Łódź, en el centro de Polonia. Se encuentra a unos 23 kilómetros al oeste de Łowicz y a 30 kilómetros al norte de la capital regional Łódź.